# 約翰·坎尼
約翰·F·坎尼（英語：John F. Canny，1958年—）是一名澳大利亞計算機科學家，也是加州大學柏克萊分校計算機科學系的保羅·E·雅各布斯和斯泰西·雅各布斯傑出工程教授。他在計算機科學和數學的各個領域做出重大貢獻，包括人工智慧、機器人學、計算機圖形、人機交互、計算機安全、計算機代數和計算幾何。

## 生平
坎尼於1979年在南澳大利亞阿德雷德大學獲得計算機科學和理論物理學學士學位，1980年在阿德雷德大學獲得電機工程榮譽學士學位，1983年和1987年分別在麻省理工學院獲得碩士和博士學位。
1987年起，他擔任加州大學柏克萊分校的電機工程和計算機科學系的教師。
1987年，他獲得馬赫蒂獎和ACM博士論文獎。1999年，他是計算幾何學年度研討會的共同主席。2002年，他獲得美國人工智慧促進協會經典論文獎，以表彰1983年全國人工智慧會議中最有影響力的論文。作為《邊緣檢測的變異方法》（A Variational Approach to Edge Detection）的作者和廣泛使用的坎尼算子的發明者，他因在機器人和機器感知領域的開創性貢獻而受到表彰。

## 外部連結
- 約翰·坎尼 （页面存档备份，存于）在加州大學柏克萊分校的個人網頁